# Abderrahmane Nekli
 (décembre 2014).
Si vous disposez d'ouvrages ou d'articles de référence ou si vous connaissez des sites web de qualité traitant du thème abordé ici, merci de compléter l'article en donnant les références utiles à sa vérifiabilité et en les liant à la section « Notes et références ».
Abderrahmane Nekli né le 14 juillet 1914 à El-Kseur (Algérie), est une personnalité algérienne, ancien enseignant, diplomate, ambassadeur, militant et africaniste.

## Biographie
Il a fréquenté les médersas de Constantine et celle supérieure d'Alger dont il a été un des plus brillants lauréats[réf. nécessaire]. Sa double culture l'avait tout naturellement amené à embrasser une carrière d'enseignant.
Celui que l'on surnomme encore « El Moudir » implanta en Mauritanie (qui allait devenir le Mali et en Niger  l'enseignement bilingue arabe et français. Ses anciens élèves comptent parmi les premiers responsables nationalistes de ces pays et sont ou ont été les cadres les plus en vue, appelés aux plus hautes fonctions de leur État.[réf. nécessaire]
L'organisation de l'enseignement de ces pays avait un Ibn Batouta du milieu du XXe siècle, parcourant avec les moyens de l'époque - à chameau, à cheval et plus tard en camion - ces régions pour créer autant que faire se peut, dans les médersas qu'il a ouvertes, les creusets du nationalisme de ces frontaliers de l'Algérie. Sollicité tant par l'Institut d'Afrique Noire que par le musée d'ethnographie de Neuchâtel dont il a été longtemps correspondant.
C'est tout naturellement par les amitiés qu'il a cultivées, grâce aux élèves qu'il a formés, qu'il a contribué à l'ouverture du Front Sud Saharien dont il a été responsable FLN accrédité au nord du Mali. Ironie de l'histoire, c'est pendant qu'il est chargé d'affaires à la représentation du GPRA qu'il reçoit, à la demande du gouvernement malien, les Palmes académiques.
Après l'indépendance, il est appelé à diriger la division Afrique au Ministère des Affaires étrangères pendant sept années. Celui que l'on surnomme « A Cheikh » participe à pratiquement toutes les conférences inter-africaines y compris à la fondation de l'OUA en 1963. Resté toujours à la disposition des mouvements nationalistes du tiers monde parmi lesquels on ne lui connaît que des amis, ils l'avaient surnommé affectueusement le « Vieux ».
Nommé ambassadeur au Niger et en Haute-Volta (Burkina Faso) le 26 juillet 1971, il occupe ce poste jusqu'au 30 juin 1978. Il prend sa retraite en 1981. 
Décédé le 8 février 1990, il a été inhumé au cimetière de Ben Aknoun à Alger.

## Hommages
Il a été nommé Commandeur ou Officier de l'Ordre du mérite national de Mauritanie, du Niger et de Haute-Volta.
Le 12 juillet 1999, le président algérien Abdelaziz Bouteflika, en collaboration avec Salim Ahmed Salim, secrétaire général de l’Organisation de l'unité africaine, a honoré sa famille d’un tableau d’honneur en guise d’hommage et de reconnaissance pour sa précieuse contribution au mouvement africain.